# INSPIRE-HEP
INSPIRE-HEP és una biblioteca digital en accés obert en el camp de la física de partícules (high-energy particle physics, HEP sigles en anglès), física nuclear, física d'acceleradors i astrofísica. És successora del portal SPIRES (Stanford Physics Information Retrieval System), la base de dades principal en literatura de física de partícules des del 1970s.

## Història
SPIRES era, junt amb el Servidor de Documents del CERN (CDS), el servidor de preprints arXiv i parts del Sistema de Dades Astrofísiques, un dels recursos d'Informació principals en física de partícules. Una enquesta del 2007 va indicar que els usuaris volien més serveis dels que el portal havia proporcionat fins aleshores. El maig de 2008, en la segona Cimera anual d'Especialistes d'Informació en Física de Partícules i Astrofísica, els laboratoris de física CERN, DESY, SLAC i Fermilab van acordar treballar junts per crear un nou Sistema d'Informació Científica anomenat INSPIRE interaccionant amb altres proveïdors de serveis en física de partícules com arXiv, Particle Data Group i el Sistema de Dades Astrofísiques de la NASA. L'abril de 2010, la versió beta d'INSPIRE-HEP va aparèixer, reemplaçada per la versió final l'abril de 2012.

## Contingut
INSPIRE-HEP combina el contingut de la base de dades SPIRES amb el programari codi obert de la biblioteca digital Invenio i el contingut del servidor de documents del CERN. A més d'articles científics, INSPIRE-HEP proporciona altres informacions com mètriques de citacions, gràfiques dels articles i eines per als usuaris per tal de millorar les metadades. L'agost de 2012, INSPIRE-HEP contenia 1,1 milions d'entrades. INSPIRE proporciona una base de dades de literatura en el camp de la física d'altes energies, juntament amb altres serveis:
- HEPNames: Un directori complet d'investigadors en física de partícules[14]
- Institucions: Informació sobre més de 7000 instituts de física, amb els articles i personal investigador (extret d'HEPNames) associats.
- Conferències: Col·lecció de seminaris i conferències a tot el món.
- Cerca de feina: Llistat de places acadèmiques i de recerca disponibles en física d'altes energies, física nuclear, física d'acceleradors i astrofísica
- Experiments: Base de dades amb tots els experiments del camp arreu del món